# 13a etapa del Tour de França de 2010
La 13a etapa del Tour de França de 2010 es disputà el dissabte 17 de juliol de 2010 sobre un recorregut de 196 km entre Rodez i Revel. La victòria fou pel kazak Aleksandr Vinokúrov (Team Astana), que s'imposà en solitari després d'escapar-se en els darrers quilòmetres. Andy Schleck continuà de líder.

## Perfil de l'etapa
Etapa trencacames pels contraforts del Massís Central, amb cinc petites dificultats muntanyoses, tres de quarta categoria i dues de tercera, la darrera d'elles a sols vuit quilòmetres per l'arribada, a Revel.

## Desenvolupament de l'etapa
Etapa prèvia a l'arribada als Pirineus, amb tres escapats de bon començament, Sylvain Chavanel (Quick Step), Joan Antoni Flecha (Team Sky) i Pierrick Fédrigo (Bbox Bouygues Telecom) a qui el gran grup no deixaria agafar més de 6', que aconseguiren al cim de la cota de Bégon (km 31,5).
A poc a poc la diferència anà minvant, sent de 4' 30" al km 72, 3' al km 125, 1' 30" al segon esprint de Caraman, km. 158. A 30 km el gran grup ja els tenia a la vista, a sols 30", però l'esforç dels escapats va fer que durant els següents 10 km no perdessin més temps. Amb tot, finalment van ser agafats a 10 km per a l'arribada.
En l'ascens a la cota de Saint-Ferréol el primer a intentar-ho va ser Alessandro Ballan (BMC Racing Team). Tot seguit també atacaren Luis León Sánchez (Caisse d'Epargne) i Aleksandr Vinokúrov (Astana Qazaqstan Team). Vinokúrov aconseguí uns metres de diferència que va saber administrar per arribar en solitari a la meta de Revèl. L'esprint del gran grup se l'emportà Mark Cavendish. A la general no hi hagué canvis.

## Esprints intermedis
| 1r | Pierrick Fédrigo (FRA)   | 6 pts |
| 2n | Joan Antoni Flecha (ESP) | 4 pts |
| 3r | Sylvain Chavanel (FRA)   | 2 pts |

| 1r | Joan Antoni Flecha (ESP) | 6 pts |
| 2n | Pierrick Fédrigo (FRA)   | 4 pts |
| 3r | Sylvain Chavanel (FRA)   | 2 pts |

## Ports de muntanya
| 1r | Sylvain Chavanel (FRA)   | 3 pts |
| 2n | Pierrick Fédrigo (FRA)   | 2 pts |
| 3r | Joan Antoni Flecha (ESP) | 1 pt  |

| 1r | Pierrick Fédrigo (FRA)   | 3 pts |
| 2n | Sylvain Chavanel (FRA)   | 2 pts |
| 3r | Joan Antoni Flecha (ESP) | 1 pt  |

| 1r | Pierrick Fédrigo (FRA)   | 4 pts |
| 2n | Sylvain Chavanel (FRA)   | 3 pts |
| 3r | Joan Antoni Flecha (ESP) | 2 pts |
| 4t | Thomas Voeckler (FRA)    | 1 pts |

| 1r | Sylvain Chavanel (FRA)   | 3 pts |
| 2n | Pierrick Fédrigo (FRA)   | 2 pts |
| 3r | Joan Antoni Flecha (ESP) | 1 pt  |

- 5. Cota de Saint-Ferréol. 397m. 3a categoria (km 188,5) (1,9 km al 6,0%)

| 1r | Alessandro Ballan (ITA)   | 4 pts |
| 2n | Aleksandr Vinokúrov (KAZ) | 3 pts |
| 3r | Nicolas Roche (IRL)       | 2 pts |
| 4t | Luis León Sánchez (ESP)   | 1 pts |

## Classificació de l'etapa
|    | Ciclista                   | Equip                 | Temps      |
| -- | -------------------------- | --------------------- | ---------- |
| 1  | Aleksandr Vinokúrov (KAZ)  | Astana Qazaqstan Team | 4h 26' 26" |
| 2  | Mark Cavendish (GBR)       | Team Columbia-HTC     | + 13"      |
| 3  | Alessandro Petacchi (ITA)  | Lampre-Farnese Vini   | + 13"      |
| 4  | Edvald Boasson Hagen (NOR) | Team Sky              | + 13"      |
| 5  | José Joaquín Rojas (ESP)   | Caisse d'Epargne      | + 13"      |
| 6  | Julian Dean (NZL)          | Garmin-Transitions    | + 13"      |
| 7  | Anthony Geslin (FRA)       | FDJ                   | + 13"      |
| 8  | Thor Hushovd (NOR)         | Cervélo TestTeam      | + 13"      |
| 9  | Grega Bole (SLO)           | Lampre-Farnese Vini   | + 13"      |
| 10 | Lloyd Mondory (FRA)        | AG2R La Mondiale      | + 13"      |

## Classificació general
|    | Ciclista                    | Equip                 | Temps       |
| -- | --------------------------- | --------------------- | ----------- |
| 1  | Andy Schleck (LUX)          | Team Saxo Bank        | 63h 08' 40" |
| 2  | Alberto Contador (ESP)      | Astana Qazaqstan Team | + 31"       |
| 3  | Samuel Sánchez (ESP)        | Euskaltel-Euskadi     | + 2' 45"    |
| 4  | Denís Ménxov (RUS)          | Rabobank ProTeam      | + 2' 58"    |
| 5  | Jurgen van den Broeck (BEL) | Omega Pharma-Lotto    | + 3' 31"    |
| 6  | Levi Leipheimer (USA)       | Team RadioShack       | + 4' 06"    |
| 7  | Robert Gesink (NED)         | Rabobank ProTeam      | + 4' 27"    |
| 8  | Joaquim Rodríguez (ESP)     | Team Katusha          | + 4' 58"    |
| 9  | Luis León Sánchez (ESP)     | Caisse d'Epargne      | + 5' 02"    |
| 10 | Roman Kreuziger (CZE)       | Liquigas-Doimo        | + 5' 16"    |

## Classificacions annexes
|    | Ciclista                  | Equip               | Total   |
| -- | ------------------------- | ------------------- | ------- |
| 1r | Alessandro Petacchi (ITA) | Lampre-Farnese Vini | 187 pts |
| 2n | Thor Hushovd (NOR)        | Cervélo TestTeam    | 185 pts |
| 3r | Mark Cavendish (GBR)      | Team HTC-Columbia   | 162 pts |

|    | Ciclista               | Equip                 | Total   |
| -- | ---------------------- | --------------------- | ------- |
| 1r | Anthony Charteau (FRA) | Bbox Bouygues Telecom | 107 pts |
| 2n | Jérôme Pineau (FRA)    | Quick Step            | 92 pts  |
| 3r | Mario Aerts (BEL)      | Team Saxo Bank        | 65 pts  |

|    | Ciclista              | Equip            | Temps       | Temps |
| -- | --------------------- | ---------------- | ----------- | ----- |
| 1r | Andy Schleck (LUX)    | Team Saxo Bank   | 63h 08' 40" |       |
| 2n | Robert Gesink (NED)   | Rabobank ProTeam | + 4' 27"    |       |
| 3r | Roman Kreuziger (CZE) | Liquigas-Doimo   | + 5' 16"    |       |

|    | Equip                  | Temps        | Temps |
| -- | ---------------------- | ------------ | ----- |
| 1r | Team RadioShack (USA)  | 189h 31' 13" |       |
| 2n | Caisse d'Epargne (ESP) | + 21"        |       |
| 3r | Team Astana (KAZ)      | + 16' 13"    |       |

## Abandonaments
- Rein Taaramae (Cofidis). Abandona.